# ولایت تانگو

نقشه ژاپن در (سال ۱۸۶۸). این ولایت با رنگ تیره مشخص شده است.

ولایت تانگو (به ژاپنی: 丹後国 Tango no Kuni) یکی از ولایت‌ها در تقسیم‌بندی کشوری قدیم ژاپن بود.